# Beit Yossef
El libro Beit Yossef (en hebreo: בית יוסף) (en español: "la casa de José") es un código de la ley judía (halajá) compilado por el rabino Joseph Caro en el siglo XVI. Fue concebido como un comentario del Arba Turim del rabino Jacob ben Asher. La obra trata solamente sobre los aspectos prácticos de la vida cotidiana judía, pero cubre casi toda la literatura rabínica existente en la época en la que fue escrita. Fue desarrollada durante más de veinte años, fue suplementada y enmendada por el mismo autor, quien más tarde escribió el Shulján Aruj, una obra que actualmente se considera como la principal referencia en materia de ley judía (halajá).
Joseph Caro empezó a escribir el Beit Yossef en Adrianópolis en 1522, a la edad de 32 años, y lo completó en la ciudad de Safed veinte años después. Como el propio autor explica en la introducción de su libro, Caro intenta responder, por una parte, a los judíos que han sido expulsados de España, y que se ven forzados a adoptar los hábitos y costumbres de las diversas comunidades que los acogen, y que son dirigidas a menudo por líderes menos preparados, y por otra parte, para hacer frente a los peligros que representa la naciente indústria editorial, la cual permite que cualquier persona pueda imprimir libros sobre religión, aun sin tener un conocimiento halájico adecuado.
El autor estaba interesado en llegar a una audiencia lo más amplia posible. Caro decidió escribir un comentario sobre la obra del rabino Jacob ben Asher, el libro del Arba Turim, aunque menos extensa que el Mishné Torá de Maimónides. La autoridad de la obra del rabino Joseph Caro, ha sido aceptada tanto por los líderes asquenazíes como por los sefardíes.